# Laysla De Oliveira
Laysla de Oliveira (ur. 11 stycznia 1992) – kanadyjska aktorka, która wystąpiła m.in. w filmie W wysokiej trawie i serialu Locke & Key.

## Filmografia

### Filmy
| Rok  | Tytuł                               | Rola           | Uwagi       |
| ---- | ----------------------------------- | -------------- | ----------- |
| 2016 | Onto Us                             | Maria          | krótkometr. |
| 2016 | An American Girl: Lea to the Rescue | Paula Ferreira |             |
| 2018 | Acquainted                          | Emma           |             |
| 2018 | One by One                          | Lita           |             |
| 2019 | Gość honorowy                       | Veronica       |             |
| 2019 | Business Ethics                     | Rosa           |             |
| 2019 | W wysokiej trawie                   | Becky DeMuth   |             |
| 2019 | Kod 8                               | Maddy          |             |
| 2021 | Igła w stogu czasu                  | Sibila         |             |

### Telewizja
| Rok     | Tytuł                       | Rola                        | Uwagi          |
| ------- | --------------------------- | --------------------------- | -------------- |
| 2012    | Kamuflaż                    | Johanna Peeters             | 1 odc.         |
| 2013    | Nikita                      | Bettina                     | 1 odc.         |
| 2013    | Gothica                     | Tessa                       | film TV        |
| 2018    | iZombie                     | Zoe Ward                    | 1 odc.         |
| 2017    | Jalen Vs. Everybody         | Angela                      | film TV        |
| 2018–19 | The Gifted: Naznaczeni      | Glow                        | 3 odc.         |
| 2020–22 | Locke & Key                 | Dodge / Echo / Ellie Whedon | w gł. obsadzie |
| 2021    | Nine Films About Technology | Liliana Mirandeira          | 1 odc.         |
| 2023    | Special Ops: Lioness        | Cruz Manuelos               | w gł. obsadzie |